# Коул, Джордж Дуглас Говард
Джордж Дуглас Говард Коул (англ. George Douglas Howard Cole; 25 сентября 1889[…], Кембридж — 14 января 1959[…], Лондон) — британский общественный деятель, экономист, социолог, историк, писатель. Теоретик гильдейского социализма, член Фабианского общества, сторонник кооперативного движения.

## Биография

### Ранние годы
Родился в Кембридже в семье Джорджа Коула, ювелира, который позже стал землемером, и его жены Джесси Ноулз. Коул получил образование в Школе Святого Павла и Баллиол-колледже в Оксфорде.

### Первая мировая война
Во время Первой мировой войны он отказался от военной службы и не нёс воинскую обязанность.В этот момент он познакомился со своей коллегой Маргарет Постгейт, на которой он женился в 1918 году. Они оба работали в Фабианском обществе в течение следующих шести лет, прежде чем переехать в Оксфорд, где Коул начал писать для Manchester Guardian.
В 1915 году Коул стал неоплачиваемым научным сотрудником в Объединённом обществе инженеров (Amalgamated Society of Engineers). Он консультировал союз о том, как реагировать на законодательство военного времени, включая Закон о боеприпасах 1915 года. Эта роль позволила ему избежать призыва на военную службу на том основании, что он выполнял работу государственной важности.
Добившись освобождения от военной службы, Коул в годы войны разработал политическую теорию гильдейского социализма.

### Профессиональная деятельность
Коул является автором нескольких экономических и исторических работ, включая биографий Уильяма Коббетта и Роберта Оуэна.
В 1925 году он стал лектором по экономике в Оксфордском университете.
В 1929 году он был направлен в Национальный экономический консультативный совет (National Economic Advisory Council). В 1944 году Коул стал первым Чичелийским профессором в Оксфорде. В 1957 году его сменил Исайя Берлин.
Изначально он был пацифистом, но оставил эту позицию примерно в 1938 году, заявив: «Гитлер вылечил меня от пацифизма». В 1930-е годы Коул стремился создать британский народный фронт против фашизма. Он определил масштабы военной угрозы ещё до того, как многие его коллеги отказались от своего пацифизма. Коул оказал сильную поддержку республиканскому делу в Испании.
Он был внесен в «Черную книгу» выдающихся деятелей, подлежащих аресту в случае успешного вторжения немцев в Британию.
В 1941 году Коул был назначен заместителем директора Наффилд-колледжа в Оксфорде. Он сыграл ключевую роль в создании обследования социальной реконструкции Наффилд-колледжа, в ходе которого было собрано большое количество демографических, экономических и социальных данных. Эта информация была использована для поддержки обширной программы социальной реформы.

### Личная жизнь
В августе 1918 года Коул женился на Маргарет Изабель Постгейт (1893—1980). Маргарет была дочерью антиковеда Джона Персиваля Постгейта. Коул в соавторстве с женой написал свыше 30 детективов.

## Социализм
Коул заинтересовался фабианством во время учёбы в Баллиол-колледже в Оксфорде. Он присоединился к руководству Фабианского общества при поддержке лидера фабианства Сидней Вебба. Коул стал основным сторонником идей гильдейского социализма, либертарной социалистической альтернативы марксистской политической экономии. Эти идеи он выдвигал в журнале The New Age до и во время Первой мировой войны, а также на страницах The New Statesman, еженедельника, основанного Беатрис Вебб и Джорджем Бернардом Шоу.
Коул сказал, что его интерес к социализму возник после того, как он прочитал книгу «Вести ниоткуда» Уильяма Морриса.
В 1920-х Хью Гейтскелл был учеником Коула.
В 1936 году Коул начал призывать к движению народного фронта в Великобритании, где Лейбористская партия вступит в союз с другими партиями против угрозы фашизма.
Он оказал огромное влияние на жизнь молодого Гарольда Вильсона, которого он учил, с которым работал и убедил вступить в Лейбористскую партию.
Коул написал по крайней мере семь книг для Left Book Club, все из которых были опубликованы крупнейшим издательством Великобритании Victor Gollancz Ltd. Он и его жена Маргарет Коул вместе написали 29 популярных детективных рассказов, в которых фигурировали следователи суперинтендант Уилсон, Эверард Блатчингтон и доктор Танкред.  Коул и его жена создали партнёрство, но не брак. Коул мало интересовался сексом и считал женщин, отвлекающим фактором для мужчин. Маргарет подробно описала это в биографии, которую она написала о своем муже после его смерти.
Хотя Коул восхищался Советским Союзом за создание социалистической экономики, он отверг его диктаторское правительство как модель для социалистических обществ в других странах. В лекции 1939 года Коул заявил: «Если я не принимаю ответ Сталина, то это потому, что я не готов списать демократический социализм, несмотря на все его неудачи и колебания последних лет, как полный проигрыш…Демократический социализм предлагает единственное средство построения нового порядка на том, что ценно и достойно сохранения в современной цивилизации».
В своей книге «Европа, Россия и будущее», опубликованной в 1941 году, Коул утверждал, что какой бы аморальной ни была новая Европа, в которой доминировали нацисты, в некотором смысле она лучше, чем предшествовавшая ей «неосуществимая» система суверенных государств.
С экономической точки зрения можно сказать, что «было бы лучше позволить Гитлеру завоевать всю Европу, за исключением Советского Союза, и после этого безжалостно эксплуатировать ее в интересах нацистов, чем вернуться к довоенному порядку независимых национальных государств с границами, проведенными таким образом, чтобы перерезать естественный узел производства и обмена». Коул также заявил: «Я бы гораздо скорее увидел Советский Союз, даже с его неизменной политикой, доминирующим над всей Европой, включая Великобританию, чем видеть попытку вернуть довоенным государствам их бесполезную и не созидательную независимость и их мелкий экономический национализм под капиталистическим господством. Намного лучше подчиняться Сталину, чем деструктивным и монополистическим кликам, господствующим в западном капитализме.»

## Кооперативное движение
Коул также был теоретиком кооперативного движения и внес вклад в области кооперативных исследований, кооперативной экономики и истории развития кооперативного движения. В частности, его книга «Британское кооперативное движение в социалистическом обществе» исследовала экономический статус английского CWS (предшественника современной кооперативной группы), оценила его возможность достижения кооперативного содружества без государственной помощи и выдвигалась гипотеза о том, какую роль кооператив мог бы играть в социалистическом государстве.
Во второй книге под названием «Век сотрудничества» исследуется история движения от самых первых кооперативов до вклада чартизма и Роберта Оуэна, вплоть до рочдейлских пионеров, а также развитие движения (в Великобритании) в течение следующего столетия.
Коул внес свой вклад в «Очерк современных знаний», изд. Уильям Роуз (Виктор Голланц, 1931) наряду с другими ведущими авторитетами того времени, включая Роджера Фрая, Селигмана, Мориса Добба и Ф. Дж. К. Херншоу.

## Награды
За свои достижения был неоднократно отмечен:
- 2003 — вошёл в листинг значимых экономистов Who’s Who in Economics.